# Gautier (Mississippi)
Gautier ist eine Stadt im Jackson County im US-Bundesstaat Mississippi und befindet sich an der Mündung des Pascagoula River in den Golf von Mexiko, etwa 250 Kilometer südöstlich der Hauptstadt Jackson. Der Ort ist Teil der Metropolregion Pascagoula.
Die Stadt wurde nach Fernando Upton Gautier benannt, der 1867 auf der Westseite des Pascagoula River das Sägewerk „Fernando Gautier & Söhne“ errichtete und damit für Wachstum in dieser Region sorgte.
Nächster Flughafen ist der Trent Lott International Airport einige Meilen nordöstlich der Stadt, nahe Escatawpa.

## Demografie
Bei der Volkszählung 2010 hatte die Stadt 18.572 Einwohner. Bis zum Jahr 2014 blieb die Zahl mit dann etwa 18.596 Einwohnern in etwa konstant, davon waren rund 58 % Weiße und etwa 32 % Schwarze, Hispanics (5,3 %) und Asiaten (1,5 %) bildeten die größten Minderheiten. Insgesamt ist in Gautier im Zeitraum von 2000 bis 2019 ein Bevölkerungswachstum von 58,3 % zu verzeichnen. Das U.S. Census Bureau hat bei der Volkszählung 2020 eine Einwohnerzahl von 19.024 ermittelt.

## Persönlichkeiten
- Fernando Upton Gautier (1822–1891),[4] Sägewerksbesitzer und Namensgeber
- Margie Joseph (* 1950), Soul- und R&B-Sängerin
- Kez McCorvey (* 1972), American-Football-Spieler

## Bilder

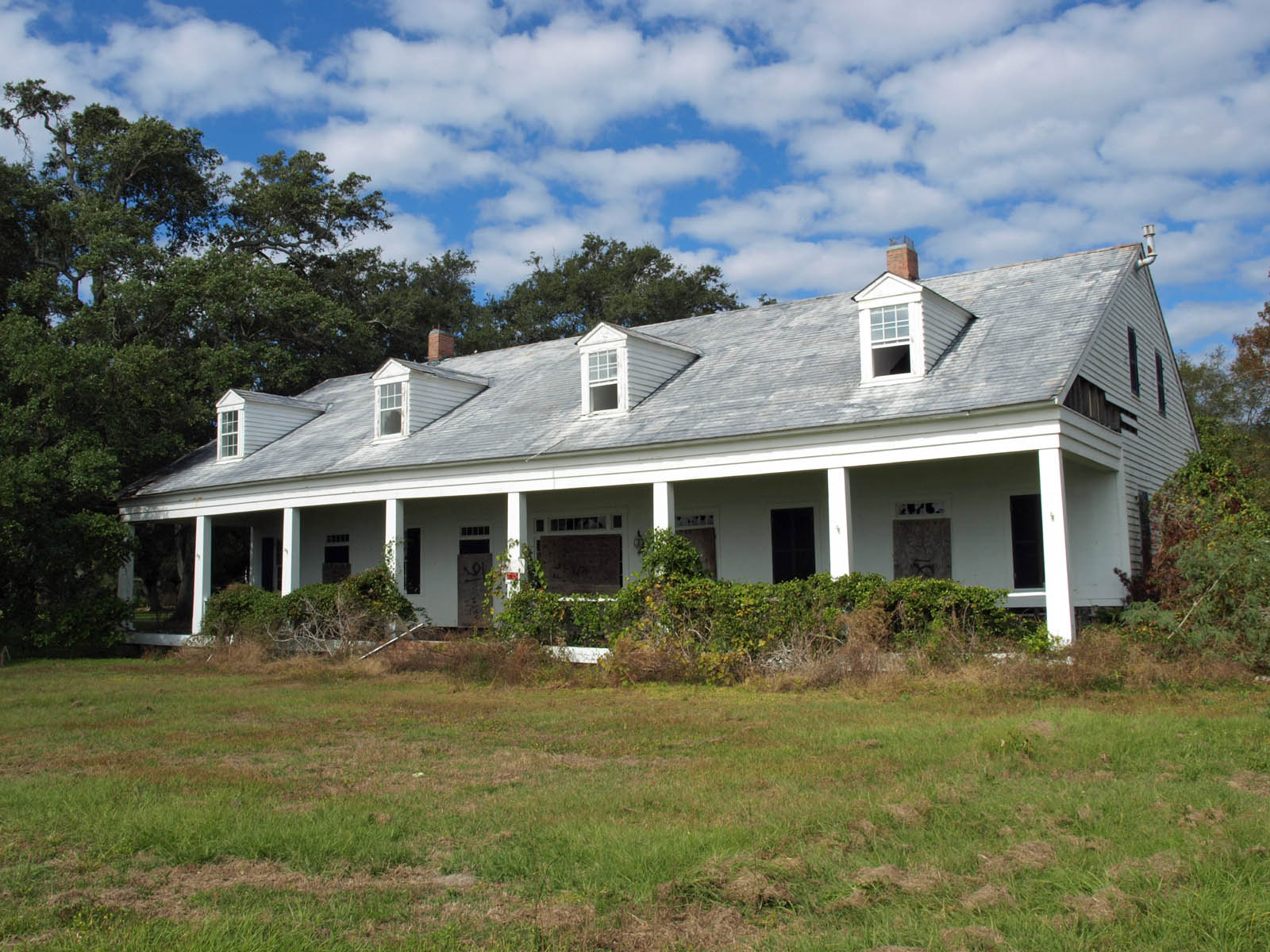
Haus von Colonel Alfred E. Lewis
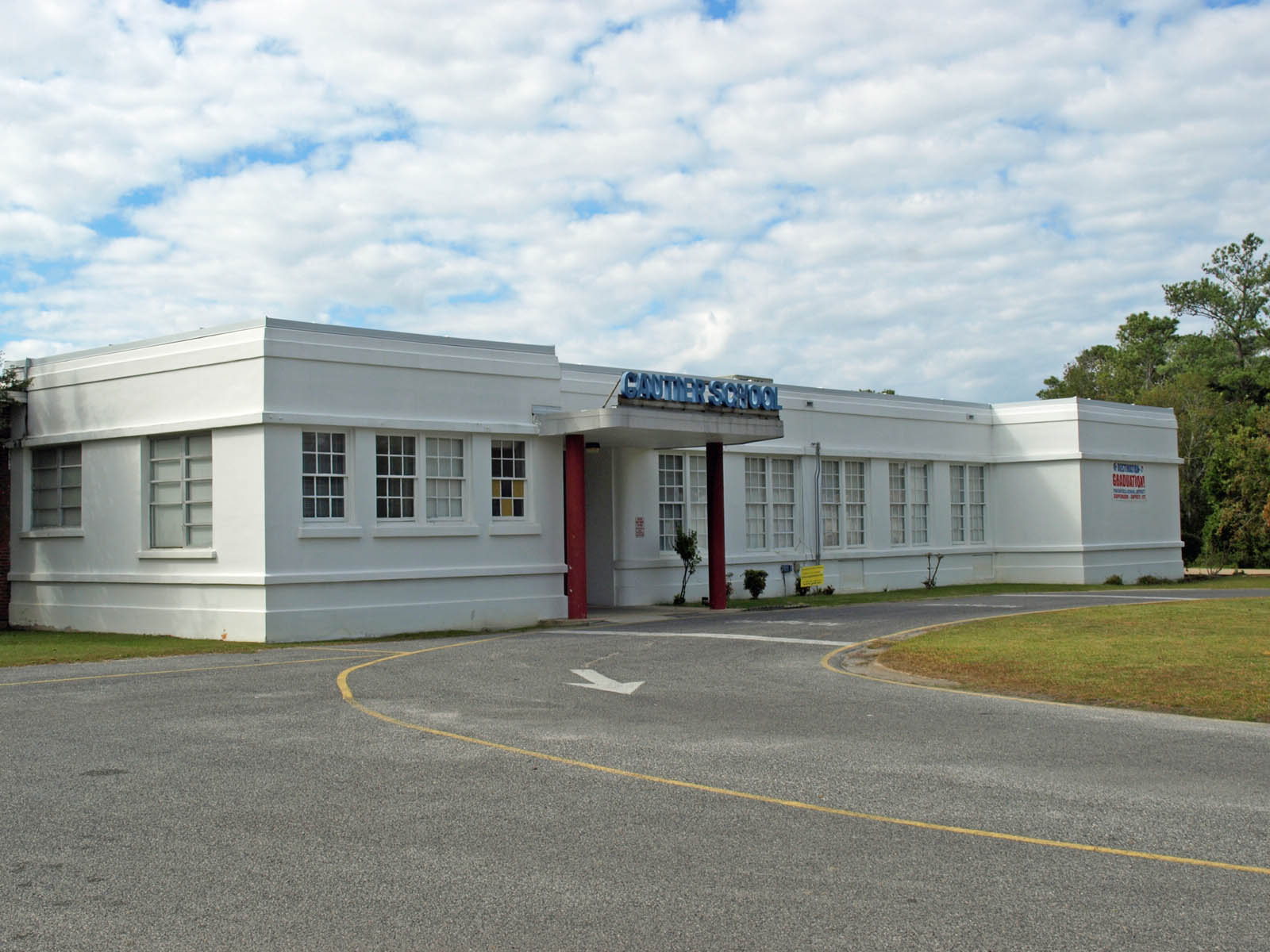
Gautier School, gelistet im National Register of Historic Places
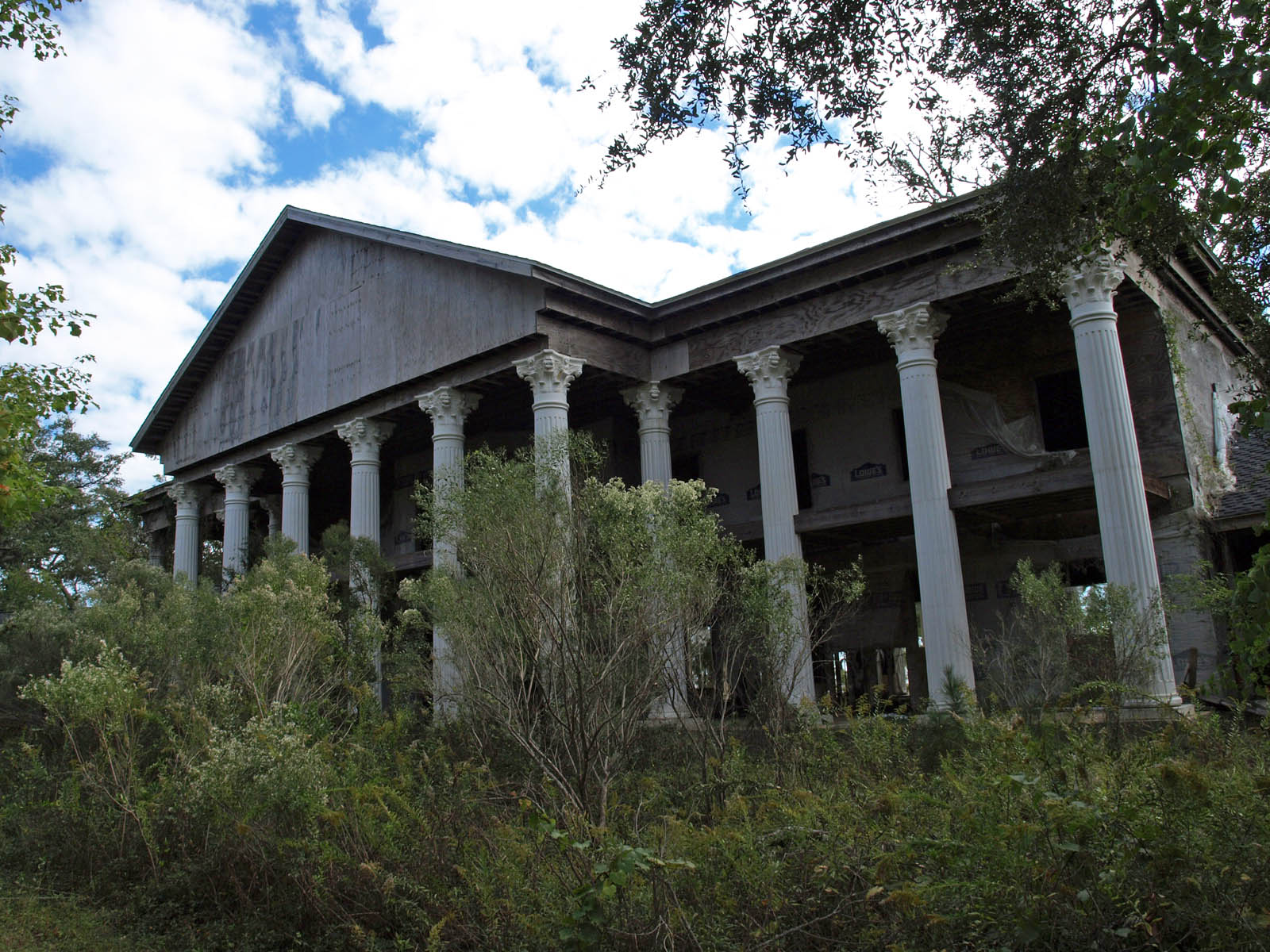
Verlassenes Haus am Watersedge Drive